# 法蒂馬 (托坎廷斯州)
法蒂馬（葡萄牙語：Fátima），是巴西的城鎮，位於該國中部，由托坎廷斯州負責管轄，始建於1982年5月14日，面積383平方公里，2010年人口3,805，人口密度每平方公里9.94人。